# تانیا گودینا
تانیا گودینا (به انگلیسی: Tanja Godina) (زادهٔ ۲۱ سپتامبر ۱۹۷۰) شناگر اهل اسلوونی است.